# ستيف بيرمان
ستيف بيرمان (بالإنجليزية: Steve Berman)‏ (1968)؛ روائي أمريكي.